# Алексеев, Валерий Валентинович (1979)
Вале́рий Валенти́нович Алексе́ев (16 февраля 1979, Псков — 27 января 2024, Белгород) — российский футболист, полузащитник, нападающий

## Биография
Воспитанник псковского футбола. Первый тренер — Владимир Петрович Косогов, работавший с ним в спортшколе «Электрон». Затем перешёл в «Искру» в группу к Андрею Михайловичу Колышеву. Играть начал в 1997 году в псковском «Машиностроителе», выступавшем на тот момент в 4-й зоне третьей лиги. В сезоне 1999 года забил 13 мячей за «Псков» в турнирах КФК, но из-за разногласий с руководством клуба ему пришлось покинуть команду. В 2000 году перешёл в «Спартак» из Костромы, но из-за болезни сыграл только 4 матча за костромской клуб во Втором дивизионе. По окончании первого круга тренер Сергей Ломакин порекомендовал Гаджи Гаджиеву молодого футболиста, и после македонского сбора игрок заключил контракт с «Анжи». В играх Высшего дивизиона России отличился один раз, забив гол динамовцам Москвы, выйдя на замену в концовке матча. В 2002 году махачкалинский «Анжи» вёл переговоры с киевским «Динамо» относительно перехода Валерия Алексеева в украинский клуб. Киевлян заинтересовали результаты тестов футболиста, переданные в Киев руководителями «Анжи», но после того, как нового тренера махачкалинского клуба Мирона Маркевича не устроил уровень подготовки игрока, вопрос о переходе фактически снялся. В том же году по инициативе Маркевича он был дан в аренду в «Факел-Воронеж». В 2006 году, будучи игроком «Орла», он снова вызвал интерес воронежского клуба, однако «Факел» отказался платить сумму, запрошенную орловским клубом. 5 августа 2009 года был заявлен футбольным клубом «Ставрополье-2009». Вернулся в Псков перед началом сезона 2010 года, подписав годичный контракт с клубом второго дивизиона (зона «Запад») «Псков-747».
В сентябре 2010 года, наряду с ещё несколькими фигурантами дела из числа и тренеров и игроков разных команд, был уличён в осуществлении ставок в букмекерской конторе на исход встреч собственной команды. В частности Валерий Алексеев сделал ставку на поражение «Пскова-747» в домашнем матче с аутсайдером турнира «Спортакадемклубом» из Москвы 17 августа, факта чего он не отрицал, но утверждая при этом, что 10 августа клуб расторг с ним контракт. При этом, по данным ПФЛ он продолжал числиться как игрок ФК «Псков-747». 14 октября 2010 года на очередном заседании комитета РФС по этике (на основании ст.9 Регламента РФС по этике) в отношении Алексеева был вынесен вердикт о запрете участвовать в любой деятельности, связанной с футболом, на один год.
В сезонах 2018/19 и 2019/20 — администратор в клубе «Салют» Белгород, затем вошёл в тренерский штаб команды.
Умер 27 января 2024 года в Белгороде в возрасте 44 лет.

## Достижения
- Финалист Кубка России 2000/01